# Acrosanthes
Acrosanthes là chi thực vật có hoa trong họ Aizoaceae.